# Baron Blythswood
Baron Blythswood, of Blythswood in the County of Renfrew, war ein erblicher britischer Adelstitel in der Peerage of the United Kingdom.

## Verleihung
Der Titel wurde am 24. August 1892 für den Unterhausabgeordneten Sir Archibald Campbell, 1. Baronet, geschaffen. Diesem war bereits am 4. Mai 1880 in der Baronetage of the United Kingdom der Titel Baronet, of Blythswood in the County of Renfrew, verliehen worden. Da er kinderlos war, erfolgte die Verleihung des Baronie mit dem besonderen Zusatz, dass diese in Ermangelung eigener männlicher Nachkommen auch an dessen fünf Brüder Sholto, Barrington, Walter, Montagu und Robert, und deren männliche Nachkommen vererbbar sei. Als er 1908 kinderlos starb, erlosch die Baronetcy und die Baronie fiel an seinen Bruder Sholto und bei dessen kinderlosem Tod 1916 an seinen Bruder Barrington. Die Baronie erlosch schließlich beim kinderlosen Tod von dessen Enkel, dem 7. Baron, am 14. September 1940.

## Liste der Barone Blythswood (1892)
- Archibald Campbell, 1. Baron Blythswood (1835–1908)
- Sholto Campbell, 2. Baron Blythswood (1839–1916)
- Barrington Campbell, 3. Baron Blythswood (1845–1918)
- Archibald Campbell, 4. Baron Blythswood (1870–1929)
- Barrington Campbell, 5. Baron Blythswood (1877–1937)
- Leopold Campbell, 6. Baron Blythswood (1881–1940)
- Philip Campbell, 7. Baron Blythswood (1919–1940)